# Ковалёв, Олег Николаевич
Олег Николаевич Ковалёв (бел. Алег Мікалаевіч Кавалёў; род. 24 мая 1987, Гомель) — белорусский футболист, вратарь «Гомеля».

## Клубная карьера
Воспитанник «Гомеля», долгое время играл за дубль этого клуба. В первой половине сезона 2008 выступал во Второй лиге за «ДСК», после вернулся в «Гомель», за который дебютировал в Высшей лиге 9 ноября 2008 года, отыграв весь матч с «Неманом» (0: 1). В сезоне 2009 выступал за дубль, а в 2010 помог «гомельчанам» победить в Первой лиге, сыграв в пяти матчах.
С 2011 года выступал в Первой лиге за «ДСК-Гомель», а после того, как он прекратил существование в начале 2013 года, стал игроком речицкого «Ведрича-97» (через год сменил название на «Речица-2014»). В этих клубах прочно играл в основе.
С декабря 2014 года тренировался вместе с «Гомелем». В феврале 2015 года подписал контракт с клубом. В «Гомеле» стал вторым вратарем после Андрея Саковича, а в августе-сентябре 2015 года являлся в стартовом составе. В феврале 2016 года продлил контракт с гомельчанами. В сезоне 2016 был основным вратарем «Гомеля», провел от начала до конца все 26 матчей Первой лиги, в которых пропустил 11 мячей и помог команде одержать победу в турнире. В первой половине сезона 2017 был вторым вратарем гомельской команды после Константина Руденка, а летом стал выходить в стартовом составе. В декабре 2017 года на год продлил контракт с «Гомелем». В сезоне 2018 уступил место основного вратаря Дмитрию Дударю. В декабре 2018 года продлил соглашение с гомельский клубом на сезон 2019.
В сезоне 2019 играл роль второго вратаря после Дениса Кавлинова. В декабре 2019 года продлил контракт с «Гомелем». В сезоне 2020 в качестве основного вратаря помог команде вернуться в Высшую лигу. Оставался в клубе и в 2021 году, начинал сезон основным вратарём, позднее стал чаще уступать место на поле Евгению Иваненко. В январе 2022 года продлил соглашение с гомельским клубом до конца года. В мае 2022 года футболист стал обладателем Кубка Белоруссии, проведя два четвертьфинальных матча с минским «Динамо» (1:1, 3:1). В январе 2023 года продлил контракт с клубом.

### Статистика
| Сезон    | Дивизион | Клуб        | Страна                    | Матчи | Голы |
| -------- | -------- | ----------- | ------------------------- | ----- | ---- |
| 2005     | дубль    | Гомель      | Флаг Беларуси (1995—2012) | 25    | -48  |
| 2006     | дубль    | Гомель      | Флаг Беларуси (1995—2012) | 23    | -23  |
| 2007     | дубль    | Гомель      | Флаг Беларуси (1995—2012) | 26    | -25  |
| 2008 (1) | Д3       | ДСК-Гомель  | Флаг Беларуси (1995—2012) | 14    | -6   |
| 2008 (2) | Д1       | Гомель      | Флаг Беларуси (1995—2012) | 2     | -2   |
| 2009     | дубль    | Гомель      | Флаг Беларуси (1995—2012) | 16    | -12  |
| 2010     | Д2       | Гомель      | Флаг Беларуси (1995—2012) | 5     | -1   |
| 2011     | Д2       | ДСК-Гомель  | Флаг Беларуси (1995—2012) | 30    | -34  |
| 2012     | Д2       | ДСК-Гомель  | Флаг Беларуси             | 25    | -53  |
| 2013     | Д2       | Ведрич-97   | Флаг Беларуси             | 18    | -18  |
| 2014     | Д2       | Речица-2014 | Флаг Беларуси             | 30    | -36  |
| 2015     | Д1       | Гомель      | Флаг Беларуси             | 9     | -15  |
| 2016     | Д2       | Гомель      | Флаг Беларуси             | 26    | -11  |
| 2017     | Д1       | Гомель      | Флаг Беларуси             | 17    | -13  |
| 2018     | Д1       | Гомель      | Флаг Беларуси             | 8     | -7   |
| 2019     | Д1       | Гомель      | Флаг Беларуси             | 7     | -11  |
| 2020     | Д2       | Гомель      | Флаг Беларуси             | 19    | -13  |
| 2021     | Д1       | Гомель      | Флаг Беларуси             | 13    | -11  |

## Достижения
- Чемпион Первой лиги Белоруссии: 2010, 2016
- Обладатель Кубка Белоруссии: 2021/2022